# Аділь Шах Сурі
Аділь Шах (д/н — 1557) — останній падишах Імперії Сурі у 1555—1557 роках. Деякі дослідники вважають його тотожнім до Мухаммад Аділь Шаха.

## Життєпис
Замолоду звався мубаріз-хан. 1555 року з повстанням Ібрагім-хана проти падишаха Мухаммада Аділь Шаха долучився до боротьби за владу. Після повалення вже Ібрагім Шаха виступив проти свого швагера Сікандара Шаха, якого того ж року повалив. Цим розгардіяжем скористався могольський падишах Хумаюн, що захопив спочатку Делі, а потім і Агру.
Втім невдовзі проти Аділь Шаха виступив власний полководець Хему. Сурі довелося воювати проти усіх ворогів. У квітні 1557 року він зазнав поразки в битві біля Фатпура від бенгальського султана Багадур-шах II, загинувши.